# ミシェル内閣
ミシェル内閣（ミシェルないかく、オランダ語: Regering-Michel、フランス語: Gouvernement Michel、ドイツ語: Regierung Michel）は、シャルル・ミシェルが首相に任命され、2014年10月11日に成立したベルギーの内閣である。

## 概要
改革運動（MR）、新フラームス同盟（N-VA）、キリスト教民主フラームス（CD&V）およびフラームス自由民主（Open Vld）による中道右派連立政権である。2014年5月25日に実施された下院選挙後、連立協議が行われ、10月7日に4党が連立政権樹立に合意した。その後、10月11日にフィリップ国王立ち会いの下で就任宣誓式が行われ、新内閣が正式に発足した。2010年の前回選挙後は政権発足までに約540日を要したが、今回は約140日での政権発足となった。

青地に黄色の十字が描かれたスウェーデンの国旗

改革運動（MR）およびフラーム巣自由民主（Open Vld）のシンボルカラーである青、新フラームス同盟（N-VA）の黄色、そしてキリスト教民主フラームス（CD&V）のシンボルである十字にちなみ、「スウェーデン連立」と呼ばれる。また、北部フランデレン地域の分離独立を志向する新フラームス同盟（N-VA）が初めて政権参加したこと、フランス語圏の政党が改革運動（MR）のみである（同時期の南部ワロン地域及びブリュッセル首都圏地域の議会では改革運動（MR）は野党であり、国政と地方政治のねじれ現象が発生した）ことなどによる、政治的なリスクの高さから「神風連立」とも呼ばれることもある。
ミシェル首相は当時38歳で、ベルギー史上最年少での首相就任となった。
2018年12月9日に移民のためのグローバルコンパクト をめぐる閣内対立から、新フラームス同盟（N-VA）が連立政権から脱退し、残る3党による内閣改造が行われた（第2次内閣）。また、連立与党の議席は議会の過半数を割り、少数与党となった。議会では社会党（PS）と社会党・別（SP.A）等の野党が不信任案を提出すると表明したことから、ミシェル首相は12月18日に辞任を表明し、フィリップ国王は12月21日に辞任を許可した。ただし、ミシェル内閣は次の政府が決まるまでの暫定政府として存続することになった。
2019年5月26日には連邦議会選挙
2019年7月2日にミシェル首相が同年12月からの欧州理事会議長に選出されたため、10月27日に首相を辞任し、ソフィー・ウィルメス内閣が発足した。

## 構成

### 第1次内閣
第1次内閣（2014年10月11日-2018年12月9日）は以下の14人の大臣および4人の閣外大臣により構成される。
| 所属政党: 改革運動（MR） 新フラームス同盟（N-VA） キリスト教民主フラームス（CD&V） フラームス自由民主（Open Vld） |

| 大臣（Ministers）                                            | 大臣（Ministers） | 大臣（Ministers）                                             | 大臣（Ministers） | 大臣（Ministers） |
| 職名                                                         | 氏名              | 氏名                                                          | 所属政党          | 所属政党          |
| ------------------------------------------------------------ | ----------------- | ------------------------------------------------------------- | ----------------- | ----------------- |
| 首相                                                         |                   | シャルル・ミシェル （Charles Michel）                         |                   | MR                |
| 副首相 雇用・経済・消費者大臣 貿易担当                       |                   | クリス・ペーテルス （Kris Peeters）                           |                   | CD&V              |
| 副首相 保安・内務大臣 大都市・建物公団担当                   |                   | ヤン・ヤンボン （Jan Jambon）                                 |                   | N-VA              |
| 副首相 開発協力・デジタルアジェンダ・電気通信・郵政大臣      |                   | アレクサンダー・デ・クロー （Alexander De Croo）              |                   | Open Vld          |
| 副首相 外務・ヨーロッパ問題大臣 ベリリス・連邦文化機関担当   |                   | ディディエ・レンデルス （Didier Reynders）                    |                   | MR                |
| 予算大臣 国営宝くじ担当                                      |                   | エルヴェ・ジャマール （Herve Jamar）                          |                   | MR                |
| 司法大臣                                                     |                   | クーン・ヘーンス （Koen Geens）                               |                   | CD&V              |
| 社会問題・公衆衛生大臣                                       |                   | マギー・デ・ブロック （Maggie De Block）                      |                   | Open Vld          |
| 年金大臣                                                     |                   | ダニエル・バクレーヌ （Daniel Bacquelaine）                   |                   | MR                |
| 財務大臣                                                     |                   | ヨハン・ファン・オーフェルトフェルト （Johan Van Overtveldt） |                   | N-VA              |
| 中産階級・自営業・中小企業・農業・社会統合大臣               |                   | ウィリー・ボルシュ （Willy Borsus）                           |                   | MR                |
| エネルギー・環境・持続可能開発大臣                           |                   | マリー＝クリスティーヌ・マルゲム （Marie-Christine Marghem）  |                   | MR                |
| 国防大臣 公務員担当                                          |                   | ステーフェン・ファンデプット （Steven Vandeput）              |                   | N-VA              |
| 運輸大臣 ベルゴコントロール・ベルギー国有鉄道担当            |                   | ジャクリーヌ・ガラン （Jacqueline Galant）                    |                   | MR                |
| 閣外大臣（Secretaries of State）                             |                   |                                                               |                   |                   |
| 貿易担当閣外大臣                                             |                   | ピーター・デ・クレム （Pieter De Crem）                       |                   | CD&V              |
| ソーシャルダンピング対策・プライバシー保護・北海担当閣外大臣 |                   | バルト・トムレイン （Bart Tommelein）                         |                   | Open Vld          |
| 貧困対策・機会均等・障害者・脱税対策・科学政策担当閣外大臣   |                   | エルケ・スルールス （Elke Sleurs）                            |                   | N-VA              |
| 難民・移民担当閣外大臣 行政簡素化担当                        |                   | テオ・フランケン （Theo Francken）                            |                   | N-VA              |

### 第1次内閣における閣僚の交代等
2015年5月21日、N-VA所属の大臣についての担当業務の変更があり、ヤン・ヤンボン副首相が担当していた「大都市」はエルケ・スルールス閣外大臣の担当になった。また、エルケ・スルールス閣外大臣が担当していた「脱税対策」は、ヨハン・ファン・オーフェルトフェルト財務大臣の担当になった。
2015年9月21日、エルヴェ・ジャマール予算大臣が、リエージュ州知事になるためソフィー・ウィルメスに交代した。
2016年3月22のブリュッセルでの連続テロ事件を受け、ジャクリーヌ・ガラン運輸大臣は、事件発生前にブリュッセル空港のセキュリティーに関する報告書を受けていたと報じられたことを受けて4月15日に辞任し、フランソワ・ベロー に交代した。
2016年4月29日、バルト・トムレイン（ソーシャルダンピング対策・プライバシー保護・北海担当閣外大臣）が辞任し、フィリップ・デ・バッカー に交代した。
2017年2月20日、エルケ・スルールス貧困対策・機会均等・障害者・脱税対策・科学政策担当閣外大臣が辞任し、ズハル・デミール に交代した。
2017年7月26日、ウィリー・ボルシュ中産階級・自営業・中小企業・農業・社会統合大臣が、ワロン政府の首相に任命されたため辞任し、デニス・デュカルメ に交代した。
2018年11月12日、ステーフェン・ファンデプット国防大臣がハッセルト市長になるため辞任し、サンダー・ルーンズ に交代した。

### 第2次内閣
第2次内閣（2018年12月18日-2019年10月27日）は、13人の大臣で構成される。閣外大臣は置かれなかった。
| 大臣（Ministers）                                                                             | 大臣（Ministers）            | 大臣（Ministers）                                            | 大臣（Ministers）            | 大臣（Ministers） | 大臣（Ministers） |
| 職名                                                                                          | 氏名                         | 氏名                                                         | 在任期間                     | 所属政党          | 所属政党          |
| --------------------------------------------------------------------------------------------- | ---------------------------- | ------------------------------------------------------------ | ---------------------------- | ----------------- | ----------------- |
| 首相                                                                                          |                              | シャルル・ミシェル （Charles Michel）                        | 2018年12月9日-2019年10月27日 |                   | MR                |
| 副首相兼雇用・経済・消費者保護大臣 （対外貿易・貧困対策・機会の均等・障害者担当）             |                              | クリス・ペーテルス （Kris Peeters）                          | 2018年12月9日-2019年7月2日   |                   | CD&V              |
| 副首相兼外務・欧州・防衛大臣 （ベリリス・連邦文化機関担当）                                   |                              | ディディエ・レンデルス （Didier Reynders）                   | 2018年12月9日-2019年10月27日 |                   | MR                |
| 副首相兼金融・開発援助大臣 （脱税対策担当）                                                   |                              | アレクサンダー・デ・クロー （Alexander De Croo）             | 2018年12月9日-2019年10月27日 |                   | Open Vld          |
| 法務大臣（建物公団担当）                                                                      |                              | クーン・ヘーンス （Koen Geens）                              | 2018年12月9日-2019年10月27日 |                   | CD&V              |
| （兼務）副首相                                                                                | 2019年7月2日-2019年10月27日  | クーン・ヘーンス （Koen Geens）                              |                              |                   | CD&V              |
| デジタル化・電気通信・郵政大臣 （行政簡素化・社会的不正との闘い・プライバシー保護・北海担当） |                              | フィリップ・デ・バッカー （Philippe De Backer）              | 2018年12月9日-2019年10月27日 |                   | Open Vld          |
| 内務・安全保障大臣                                                                            |                              | ピーター・デ・クレム （Pieter De Crem）                      | 2018年12月9日-2019年10月27日 |                   | CD&V              |
| （兼務）対外貿易担当                                                                          | 2019年10月2日-2019年10月27日 | ピーター・デ・クレム （Pieter De Crem）                      |                              |                   | CD&V              |
| 社会事業・厚生・難民移民大臣                                                                  |                              | マギー・デ・ブロック （Maggie De Block）                     | 2018年12月9日-2019年10月27日 |                   | Open Vld          |
| 中産階級・自営業・中小企業・農業・社会統合大臣 （大都市担当）                                 |                              | デニス・デュカルメ （Denis Ducarme）                         | 2018年12月9日-2019年10月27日 |                   | MR                |
| 予算・公共サービス大臣 （国営宝くじ・科学政策担当）                                           |                              | ソフィー・ウィルメス （Sophie Wilmes）                       | 2018年12月9日-2019年10月27日 |                   | MR                |
| 年金大臣                                                                                      |                              | ダニエル・バクレーヌ （Daniel Bacquelaine）                  | 2018年12月9日-2019年10月27日 |                   | MR                |
| モビリティー大臣 （Skeyes・国営企業・ベルギー国鉄担当）                                       |                              | フランソワ・ベロー （Francois Bellot）                       | 2018年12月9日-2019年10月27日 |                   | MR                |
| エネルギー・環境・持続可能な開発大臣                                                          |                              | マリー＝クリスティーヌ・マルゲム （Marie-Christine Marghem） | 2018年12月9日-2019年10月27日 |                   | MR                |
| 雇用・経済・消費者保護大臣 （対外貿易・貧困対策・機会の均等・障害者担当）                     |                              | バウター・ベーク （Wouter Beke）                             | 2019年7月2日-2019年10月2日   |                   | CD&V              |
| 雇用・経済・消費者保護大臣 （貧困対策・機会の均等・障害者担当）                               |                              | ナタリー・ミール （Nathalie Muylle）                         | 2019年10月2日-2019年10月27日 |                   | CD&V              |

### 第2次内閣における閣僚の交代等
2019年7月2日、クリス・ペーテルス副首相兼雇用・経済・消費者保護大臣が辞任し、副首相はクーン・ヘーンス法務大臣に交代し、雇用・経済・消費者保護大臣はバウター・ベークに交代した。
2019年10月2日、バウター・ベーク雇用・経済・消費者保護大臣は、フランダース政府の大臣になるため辞任し、ナタリー・ミールに交代した。ただし、対外貿易担当はピーター・デ・クレム内務・安全保障大臣が兼務した。